# Olof Peter Anderson
Olof Peter Anderson, kallad O.P., född 29 augusti 1797 i Kvarnliderna i Naglums socken i nuvarande Trollhättan, död 19 mars 1876 i Göteborg var en svensk grosshandlare, industriman och redare. Han bedrev fraktverksamhet med egna skutor längs med Bohuskusten. Den kryddade brännvinssorten OP Anderson Aquavit är uppkallad efter honom.

## Biografi

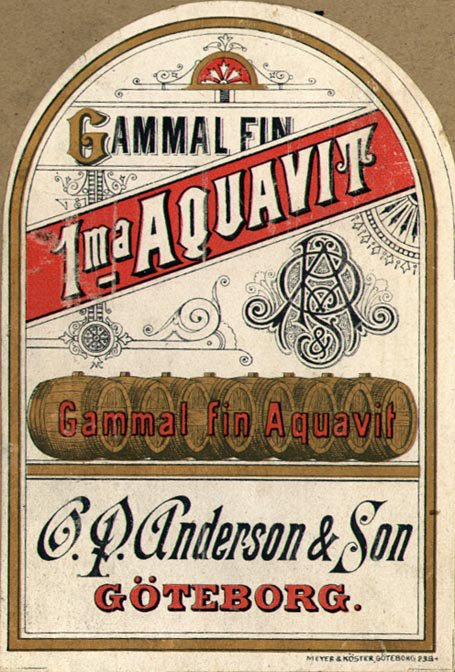
Originaletikett från 1891 till OP Anderson Aquavit. Av senare tiders etikett framgår inte längre att drycken härstammar från Göteborg.

Familjen flyttade 1809 till Torskogs bruk i Västerlanda socken, men själv flyttade han 1814 till Göteborg och började som handelsbetjänt i Petter Grönbergs Kemikaliehandel. Anderson började en egen handelsverksamhet som i huvudsak omfattade rederiverksamhet och handel med byggnadsmaterial samt kemikalier och industrisprit 1823. 
Med kompanjonen A.F. Andersson bildade han 1825 firman O.P. & A.F. Andersson. Den upplöstes emellertid 1833 när Anderson tillsammans med sonen Carl August grundade fabriks- och grosshandelsfirman O.P. Andersson & Son, vilken framför allt drev O.P. Anderson & Sons Spritfabrik. Fabriken utvidgades och utvecklades alltmer och tillverkade ett stort antal olika spritdrycker. Inom Göteborgs vallgravar ägde Anderson flera fastigheter, några där verksamhet bedrevs och en som var familjebostad. 
Anderson gifte sig 1823 med Petronella Charlotta Rosenhoff från Kungsbacka och de fick sex barn. Andersson drog sig 1862 tillbaka från affärerna, avled 1876 och begravdes på Stampens kyrkogård (tidigare Svenska kyrkogården).